# Gauss (enhet)
Gauss, G eller Gs, efter Carl Friedrich Gauss, är en enhet inom cgs-systemet för det magnetiska B-fältets styrka, det vill säga magnetisk flödestäthet. Uttryckt i SI-enheter motsvarar en gauss 10-4 tesla.
Jordens magnetfält har en styrka på ungefär en halv gauss. En äldre icke SI-enhet för magnetisk flödestäthet var gamma som var lika med 10-5 gauss eller 10-9 tesla eller 1 nanotesla.